# Breitenberg (Alpes d'Allgäu)
Pour les articles homonymes, voir Breitenberg.
Le Breitenberg est une montagne culminant à 1 893 m d'altitude dans les Alpes d'Allgäu (groupe de Daumen).

## Géographie
Il se situe à un kilomètre et demi du village de Hinterstein et à six de la commune de Hindelang.

## Ascension
Le départ pour l'ascension est Hinterstein. De là, le sommet peut être atteint en trois heures par des sentiers à travers les bois, les pâturages et les rochers. On peut aussi accéder au sommet par la via ferrata de Hindelang qui part de la crête du Hohe Gänge, au sud du Heubatspitze (2 008 m).